# Luciana Maria Dionizio
'Luciana Maria Dionizio (sinh ngày 24 tháng 7 năm 1987), thường được gọi là Luciana, là một cầu thủ bóng đá người Brazil chơi trong vai trò thủ môn cho Ferroviária và đội tuyển quốc gia Brazil. Cô cũmg từng tham dự Giải vô địch bóng đá nữ thế giới 2015.

## Sự nghiệp quốc tế
Tại Giải vô địch bóng đá nữ thế giới U-20 2006, cầu thủ Atlético Mineiro Luciana là một thành viên của đội tuyển Brazil kết thúc giải với vị trí thứ ba. Sau khi xuất hiện trong đội hình chính thức của đội tuyển bóng đá nữ Brazil năm 2009, Luciana không được chọn một lần nữa cho đến tháng 5 năm 2013 khi cô thể hiện tốt khi chơi trong màu áo câu lạc bộ dẫn đến quyết định triệu tập cô chơi một trận giao hữu tại Thụy Điển.
Cô ra mắt sự nghiệp quốc tế chính thức vào tháng 12 năm 2013, bắt đầu với chiến thắng 2–0 của Brazil trước Chile tại Torneio Internacional de Brasília de Futebol Feminino năm 2013. Sau khi có cơ hội thứ hai trong đội tuyển quốc gia, Luciana muốn trở thành thủ môn số một, vượt qua các thủ môn có kinh nghiệm là Bárbara và Andréia Suntaque.
Tại Giải vô địch bóng đá nữ thế giới 2015, Luciana giữ sạch lưới trong cả ba trận đấu khi Brazil đủ điều kiện đi tiếp khi sau vòng bảng mà không thủng lưới một bàn thắng. Trong trận đấu vòng hai với Australia, Luciana chịu trách nhiệm về thất bại của Brazil khi cô làm té ngã Kyah Simon, người ghi bàn thắng của Australia.
Luciana vẫn ở Canada trong vai trò là một thành viên của đội tuyển bóng đá Brazil tham gia Đại hội Thể thao Liên châu Mỹ 2015 tổ chức tại Toronto.